# 小久保知洋
小久保 知洋（こくぼ ともひろ、1974年6月27日- ）は日本の実業家。スペースシャワーSKIYAKIホールディングス株式会社代表取締役共同社長、株式会社SKIYAKI代表取締役。

## 人物・経歴
海城中学校・高等学校を経て、東京大学理科一類を卒業。
大学卒業後、富士写真フイルム株式会社（現、富士フイルムホールディングス株式会社）へ入社。当時、業務中にAdobe（アドビ）製品に触れたことをきっかけにWebページの画像や映像作りに興味を持ち、光画印刷株式会社へ入社。 その後、株式会社オン・ザ・エッヂ（株式会社ライブドア）執行役員、NHN JAPAN株式会社（現、LINE株式会社）執行役員、株式会社Cerendip代表取締役、株式会社Diverse取締役を経て、2019年、株式会社SKIYAKIに入社。2020年、株式会社SKIYAKIの代表取締役に就任。2024年、スペースシャワーネットワークと経営統合、持株会社スペースシャワーSKIYAKIホールディングスの代表取締役共同社長に就任。
株式会社SKIYAKIのBitfan開発責任者。
趣味はテニスとサッカー。
座右の銘は「人間万事塞翁が馬」「温故知新」「知行合一」の3つ。